# Madan (Bangladesh)
Madan è un sottodistretto (upazila) del Bangladesh situato nel distretto di Netrokona, divisione di Mymensingh. Si estende su una superficie di 225,85 km² e conta una popolazione di 154.479  abitanti (censimento 2011).